# Schafhof (Nürnberg)

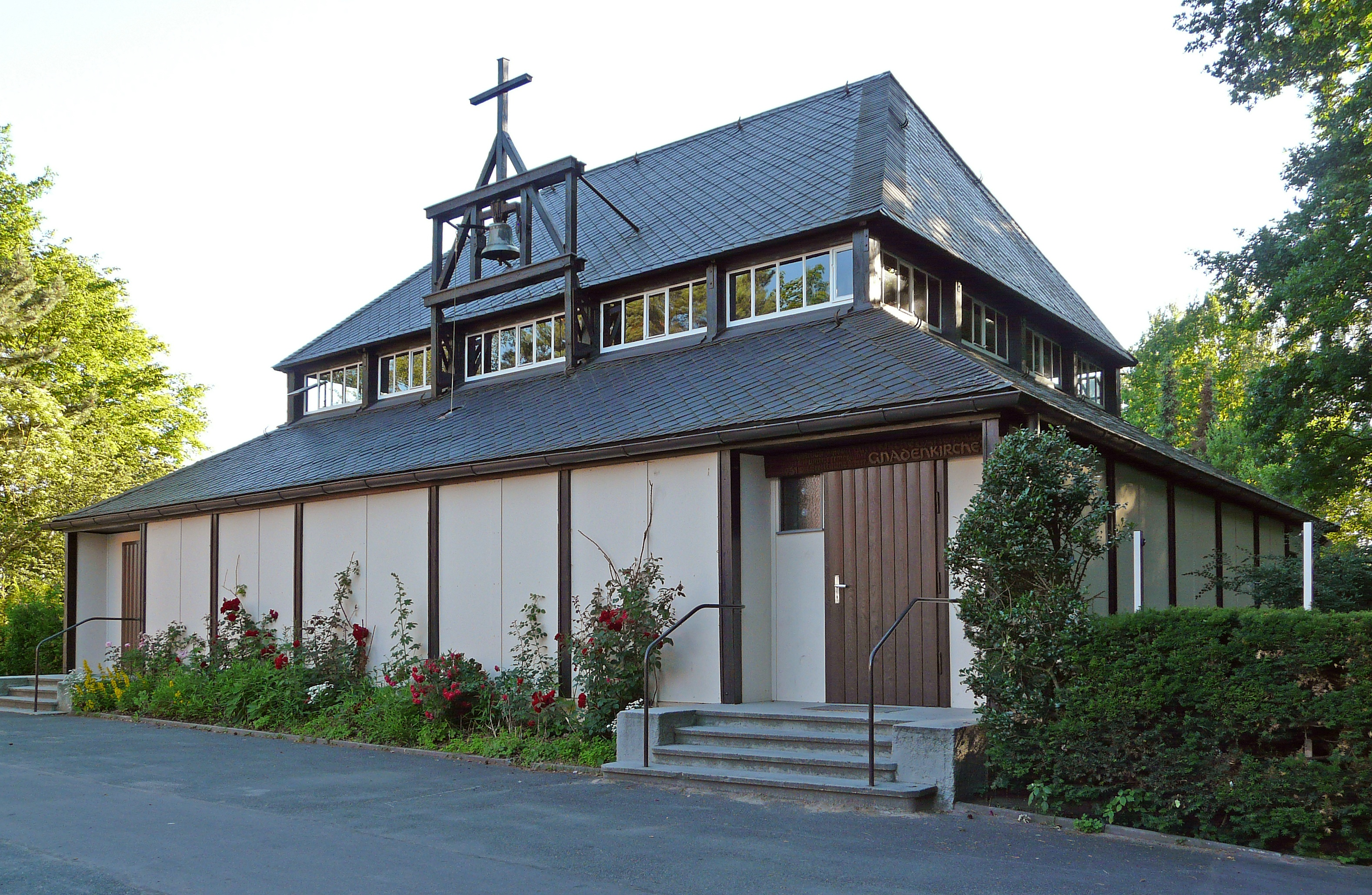
Gnadenkirche Schafhof, Juni 2012

Schafhof (nürnbergisch: Schoufhuf) ist ein Stadtteil der kreisfreien Stadt Nürnberg und der Name des Statistischen Bezirks 82.

## Lage
Schafhof liegt im Nordosten Nürnbergs südöstlich der Äußeren Bayreuther Str. Nachbarstadtteile sind Ziegelstein im Norden, Erlenstegen im Südosten, Spitalhof im Süden, Klingenhof und Herrnhütte im Südwesten und Loher Moos im Westen. Im Nordosten liegt der ausgedehnte Technologiepark Nordostpark.

## Geschichte
Der Ort wurde im Jahr 1361 als „Schefhof“ erstmals schriftlich erwähnt. 1427 kam „Schefhoff, genannt Kaczenloh“ durch Verkauf an Nürnberg. Der erste, bis heute gebräuchliche Ortsname gibt die Funktion des Hofes an (=Schäferei), der zweite Ortsname ist ein Flurname (=Katzenwald). In beiden Markgrafenkriegen und im Dreißigjährigen Krieg wurde Schafhof ein Raub der Flammen.
Gegen Ende des 18. Jahrhunderts bestand Schafhof aus zwei Anwesen. Das Hochgericht übte die Reichsstadt Nürnberg aus, was vom brandenburg-bayreuthischen Oberamt Baiersdorf bestritten wurde. Das Spitalamt Heilig Geist war Grundherr der beiden Halbhöfe.
Von 1797 bis 1810 unterstand Schafhof dem Justiz- und Kammeramt Erlangen. Im Rahmen des Gemeindeedikts wurde der Ort dem 1813 gebildeten Steuerdistrikt Erlenstegen und der im selben Jahr gegründeten Ruralgemeinde Erlenstegen zugeordnet. Kurzzeitig, vermutlich von 1833 bis 1836, gehörte Schafhof zum Steuerdistrikt und Ruralgemeinde Großreuth hinter der Veste. Am 1. Januar 1899 wurde Schafhof mit Erlenstegen nach Nürnberg eingemeindet.
1911/12 wurde die Kreislandwirtschaftsschule von Lichtenhof nach Schafhof verlegt. Von 1913 bis 1974 befand sich hier eine Erziehungsanstalt für schulentlassene Mädchen. 1964 riss man die alten Höfe ab. Nach dem Zweiten Weltkrieg befanden sich zwei Flüchtlingslager und eine Obdachlosensiedlung in Schafhof. An dieser Stelle befindet sich nun ein Hi-Tech-Park, verschiedene Arztpraxen sowie die Klinik 310. Ein Asylbewerberheim an der Schafhofstraße wurde 2019 geschlossen und abgerissen.

### Baudenkmäler
In Schafhof gibt es fünf Baudenkmäler:
- Klingenhofstraße 50b, 50c, 52, 56, 58, 60: Vereinigte Margarine-Werke Nürnberg
- Klingenhofstraße 70a, 72; Bennostraße 10: Ehemalige Fabrikanlage Kabel- und Metallwerke F. Neumeyer
- Schafhofstraße 21: Ehemaliges Rektorenwohnhaus der ehemaligen Kreislandwirtschaftsschule
- Schafhofstraße 25: Ehemalige Kreislandwirtschaftsschule
- Neumeyerstraße 47: Evangelisch-lutherische Gnadenkirche, 1951 erbaut nach Plänen von Otto Bartning. Die Kirche ist ein Gemeindezentrum (auch bezeichnet als „Notkirche Typ D“), ein Folgetyp der Notkirchen, die in einem Hilfsprogramm durch das Hilfswerk der Evangelischen Kirchen in Deutschland zwischen 1949 und 1953 in Deutschland erbaut wurden.

### Einwohnerentwicklung
| Jahr      | 001818 | 001824 | 001836 | 001840 | 001861 | 001871 | 001885 |
| Einwohner | 14     | 13     | 18     | 18     | 29     | 19     | 30     |
| Häuser    | 2      | 2      | 2      | 2      |        |        | 5      |
| Quelle    | [ 13 ] | [ 7 ]  | [ 9 ]  | [ 14 ] | [ 15 ] | [ 16 ] | [ 17 ] |

## Religion
Schafhof ist seit der Reformation evangelisch-lutherisch geprägt und war ursprünglich nach St. Sebald (Nürnberg) gepfarrt, seit dem 19. Jahrhundert ist die Pfarrei St. Jobst (Nürnberg) zuständig. Die Katholiken sind nach St. Georg (Nürnberg) gepfarrt.

## Infrastruktur
Nordwestlich von Schafhof verläuft die Äußere Bayreuther Straße, die als Bundesstraße 2 stadtauswärts zur Bundesautobahn 3 führt. Der Südwesten von Schafhof ist mit dem U-Bahnhof Herrnhütte und dem Nordostbahnhof verkehrstechnisch an den ÖPNV Nürnbergs angebunden. Eine Augenklinik, ein Fastfood-Restaurant, ein großes Autohaus sowie viele Firmen und Fabriken haben sich nach dem Zweiten Weltkrieg in Schafhof angesiedelt.